# 絲莉·溫塔里
絲莉·溫塔里（印尼語：Sri Untari，1970年—），是一名印尼已退役女子羽球運動員。

## 簡歷
1992年，絲莉·溫塔里與佐戈·馬迪安托一起贏得亞洲羽球錦標賽混合雙打冠軍。一年後，兩人一起獲得香港羽球公開賽混合雙打第三名。1995年，她與桑迪亞托一起獲得亞洲羽球錦標賽混合雙打季軍。

## 外部連結
- BWF官網個人資料 （页面存档备份，存于）